# Macario (nome)
Macario  è un nome proprio di persona italiano maschile.

## Varianti
- Femminili: Macaria[2][3]

### Varianti in altre lingue
- Basco: Makari[4]
- Catalano: Macari[4]
- Finlandese: Kari[5]
- Francese: Macaire
- Greco antico: Μακάριος (Makarios)[1][2][5]
  - Femminili: Μακάρια (Makaria)[2]
- Latino: Macarius[1][5]
  - Femminili: Macaria[2]
- Polacco: Makary
- Portoghese: Macário
- Russo: Макарий (Makarij)[5], Макар (Makar)[5]
- Spagnolo: Macario[4][5]
  - Femminili: Macaria[5]

## Origine e diffusione
Deriva, tramite il latino Macarius, dal nome greco Μακάριος (Makarios); esso è tratto dall'aggettivo μακάριος (makarios) o μάκαρ (mákar), che vuol dire "benedetto", "felice". Il nome è attestato già anticamente nel mondo ellenico, ma conobbe buona diffusione solo con l'avvento del Cristianesimo, grazie anche al suo valore mistico e beneaugurale; fu poi il nome di numerosi tra i primi santi, in gran parte orientali, il cui culto ne ha promosso l'uso. La forma femminile è portata, nella mitologia greca, da Macaria, figlia di Ercole e Deianira, che si sacrificò volontariamente per difendere i suoi fratelli da Euristeo.
In Italia (dove è attestato anche come cognome), il nome risultava già raro negli anni Cinquanta del Novecento, e negli anni Settanta se ne contavano appena trecento occorrenze in tutto il paese. Curiosamente, l'interiezione italiana "magari" deriva dalla stessa radice di questo nome: in greco bizantino era infatti in uso l'espressione μακάριον (makárion), abbreviata in μακάρι (makári), con un senso simile a quello di espressioni come "beato se...", "volesse il cielo che...", "piacesse a Dio che...".

## Onomastico
L'onomastico si può festeggire in memoria di vari santi, alle date seguenti:
- 2 gennaio, san Macario, prefetto romano, eremita a Sacerno (Calderara di Reno)[7]
- 6 gennaio, beato Macario lo Scozzese, primo abate del monastero di San Giacomo a Ratisbona[8][7]
- 19 gennaio (o 2 gennaio[1]), san Macario il Giovane, abate di Scete in Tebaide[8][7]
- 19 gennaio (o 15 gennaio[1][4]), san Macario il Grande o l'Egiziano, abate di Scete, omonimo del precedente[8][7]
- 28 febbraio, san Macario, vasaio, martire ad Alessandria d'Egitto con i santi Rufino, Giusto e Teofilo[8][7]
- 10 marzo, san Macario, vescovo di Gerusalemme[1][8]
- 8 aprile, san Macario, martire ad Antiochia con i santi Timoteo, Diogene e Massimo[8]
- 8 aprile, santa Macaria, martire in Africa[1]
- 10 aprile, san Macario d'Armenia, vescovo di Antiochia, poi pellegrino in Belgio, morto di peste[1][8][7]
- 20 giugno, san Macario, vescovo di Petra, esiliato in Africa dagli ariani[1][7]
- 12 agosto, san Macario, monaco e martire in Siria[1][7]
- 18 agosto, san Macario, abate di Pelecete in Bitinia, operatore di miracoli e oppositore dell'iconoclastia[1][8][7]
- 5 settembre, san Macario, soldato romano, martire a Miltene in Armenia[1][7]
- 6 settembre, san Macario, martire ad Alessandria d'Egitto[1][7]
- 21 ottobre, san Macario, martire a Nicea[7]
- 30 ottobre, san Macario, martire ad Alessandria d'Egitto[1][7]
- 12 novembre, san Macario, vescovo di Aberdeen, missionario tra i Pitti[7]
- 8 dicembre, san Macario, martire ad Alessandria d'Egitto sotto Decio[1][8]
- 16 dicembre, san Macario di Collesano, monaco nel Mercurion e nel Latinianon[8][7]
- 20 dicembre, san Macario, sacerdote, esiliato in Arabia, poi martire sotto Giuliano l'Apostata[7]

## Persone

Macario di Kanev

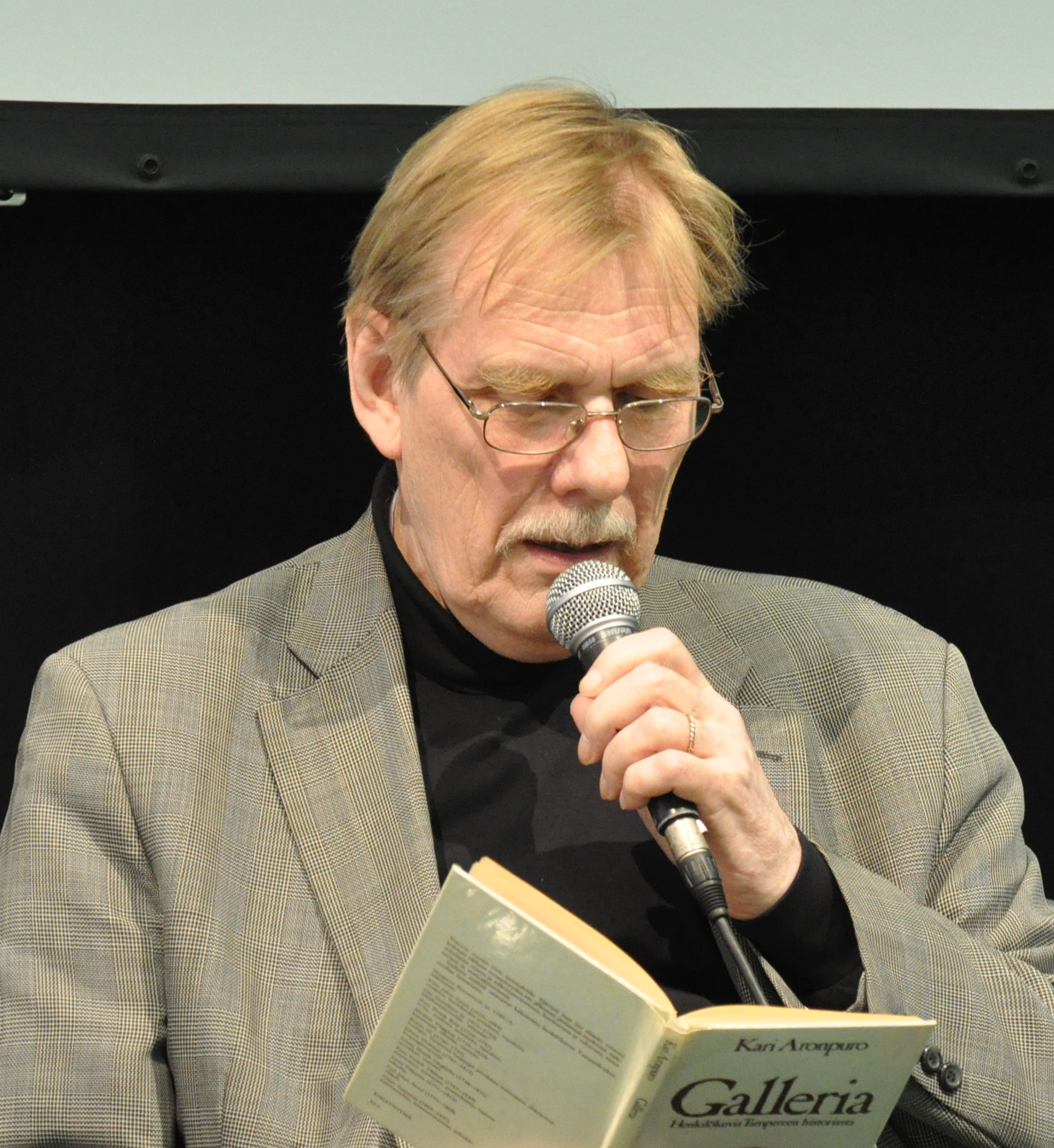
Kari Aronpuro

- Macario I di Alessandria, papa della Chiesa ortodossa copta
- Macario II di Alessandria, patriarca di Gerusalemme
- Macario III di Alessandria, vescovo cristiano orientale egiziano
- Macario di Antiochia, vescovo armeno
- Macario di Collesano, monaco italiano
- Macario di Costantinopoli, arcivescovo ortodosso bizantino
- Macario di Gerusalemme, vescovo romano
- Macario di Kanev, religioso russo
- Macario di Mosca, arcivescovo ortodosso, scrittore e iconografo russo
- Macario I di Mosca, vescovo russo
- Macario II di Mosca, vescovo russo
- Macario il Grande, monaco e abate egiziano
- Macario Melisurgo, avventuriero bizantino
- Macario Sakay, rivoluzionario, generale e mercante filippino

### Variante Kari
- Kari Arkivuo, calciatore finlandese
- Kari Aronpuro, scrittore finlandese
- Kari Hotakainen, scrittore finlandese

### Altre varianti
- Makarij, monaco russo
- Makarios III, arcivescovo ortodosso e politico cipriota

## Il nome nelle arti
- Macario Duplessis è un personaggio del film del 1943 Macario contro Zagomar, diretto da Giorgio Ferroni.